# Rezerwat archeologiczny w Będkowicach

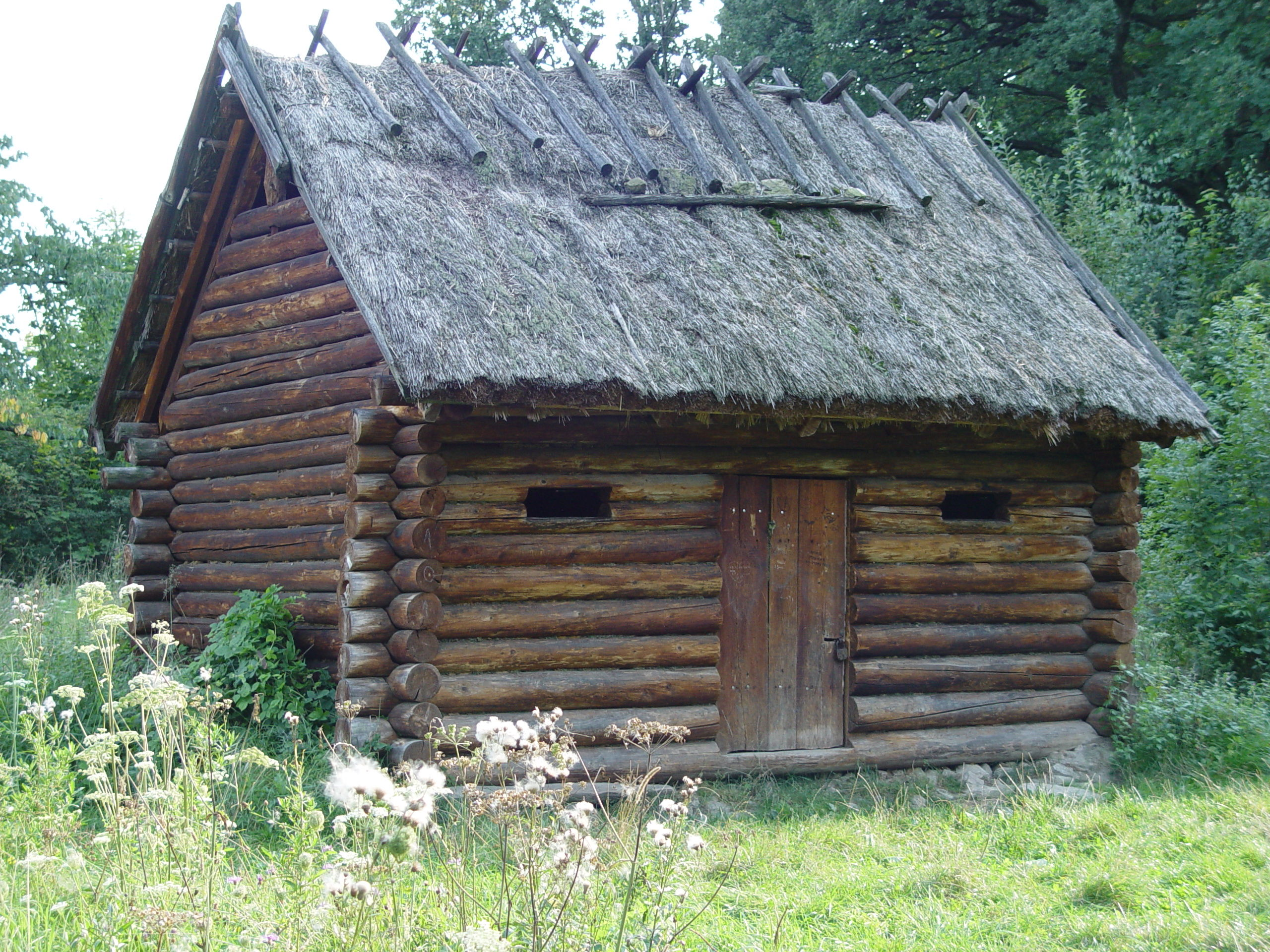
Rekonstrukcja chaty

Rezerwat archeologiczny w Będkowicach – rezerwat obejmujący wczesnośredniowieczny zespół osadniczy Ślężan, składający się z cmentarzyska kurhanowego (VIII-IX w.) i grodziska (VIII-XI w.). Znajdują się w nim również ślady osady (VIII-XIII w.) wraz z dwiema zrekonstruowanymi chatami z okrąglaków (o konstrukcji wieńcowej z dachami sochowymi) i studni. Był to ośrodek kultu pogańskiego.
Grodzisko ma wymiary 65 x 75 m, posiada elipsowaty kształt, otoczone jest wałem obronnym osiągającym 1,5 m i suchą fosą. Na zachód od grodziska znajduje się miejsce spotkań archeologicznych z wiatą, paleniskiem i ekspozycją wystawienniczą. Po północnej stronie grodziska jest niewielki krąg kultowy (z amfibolitu o rozmiarach 20x7 m), grobla ze średniowiecznym stawem oraz wał zewnętrzny. Cmentarzysko kurhanowe liczy około 7 kurhanów – stożkowych kopców ziemnych (niektóre zwieńczone kamieniami), pochodzi z VIII-IX wieku. Część kurhanów zrekonstruowano i ogrodzono.
Rezerwat powstał w 1986 roku. Poniżej grodu aż do XIII w. istniała otwarta osada rolnicza. Od roku 1986 obiekt funkcjonuje pod nazwą Rezerwatu Archeologicznego. Znajdują się tu dwa szlaki archeologiczne: czerwony i czarny niedźwiedź.